# Нечаев, Пётр Васильевич
Пётр Васильевич Нечаев (1883—1965) — русский педагог и богослов.
Родился 8 (20) августа 1883 года В Москве; сын псаломщика московской «Георгиевской, что в Грузинах», церкви.
Окончил Заиконоспасское училище (1898), Московскую духовную семинарию (1904) и Московскую духовную академию — 2-й магистрант LXIII курса МДА (1904—1908) был оставлен профессорским стипендиатом и направлен слушать лекции по философии в Берлинском университете (1908—1909).
С октября 1809 года преподавал в Литовской семинарии логику, психологию, историю и основы философии и дидактику. Одновременно преподавал педагогику в виленской частной женской гимназии Е. П. Нездюровой и Н. И. Нейсмиллер (с 1909) и литературу и философскую пропедевтику в частной мужской гимназии М. А. Павловского (1909—1913).
С апреля 1913 года он преподавал в Московской духовной семинарии теорию русской словесности и литературы. С 27 октября 1916 года — и. о. доцента МДА по кафедре педагогики. В 1917 году защитив магистерскую диссертацию, был утверждён в должности доцента академии, а вскоре — внештатным экстраординарным профессором академии.
В 1919—1923 годах преподавал педагогику в Институте народного образования в Сергиевом Посаде и психологию — в Педагогическом техникуме.
В 1923 году был арестован и выслан из Сергиева Посада. Вторично арестован в 1928 году и выслан в Узбекистан; до 1931 года находился в г. Гузар, Кашка-Дарьинской области.
Вернувшись в центральную Россию, жил в Тарусе и Можайске, где продолжил заниматься педагогической деятельностью. В 1934 году получил разрешение переехать под Звенигород и много лет жил в селе Успенское. В 1961 году получил от местных властей квартиру в Голицыно, где и провёл остаток жизни. Умер 10 ноября 1965 года.